# Around Town
Around Town is een nummer van de Britse band The Kooks uit 2014. Het is de tweede single van hun vierde studioalbum Listen.
De band omschreef het nummer zelf als "elektrische kerkmuziek". "Around Town" werd een bescheiden hit in het Verenigd Koninkrijk, waar het de 35e positie behaalde. Het nummer drong in Nederland niet door tot de hitlijsten, maar wordt het wel regelmatig gedraaid door radiostations die zich toeleggen op alternatieve muziek. In Vlaanderen bereikte het nummer de 15e positie in de Tipparade.